# فرانكلين د. ويليام
فرانكلين د. ويليام (بالإنجليزية: Franklin D. Hale)‏ هو دبلوماسي ومحامي وسياسي أمريكي، ولد في 7 مارس 1854 في بارنيت في الولايات المتحدة، وتوفي في 21 أبريل 1940 في ليندون في الولايات المتحدة. حزبياً، نشط في الحزب الجمهوري. وقد انتخب عضو مجلس نواب فيرمونت.